# Camouflage M98 norvégien
 (juin 2024).
[source insuffisante]

Le M/98 est le motif de camouflage standard de l'armée norvégienne. Il est couramment utilisé en garnison et rarement utilisé sur le terrain.

## Histoire
Introduit vers 1998, il s'agit d'une version mise à jour de l'ancien modèle M/75, et est utilisé avec différents chapeaux selon la branche militaire. L'uniforme se compose d'une veste et d'un pantalon et est tricolore.

## Esthétique
La veste se compose de deux poches au niveau haut du torse, et de deux poches basses pour les mains, chacune de ces poches étant avec un rabat. Il se trouve également un velcro cousu au-dessus de la poche haute gauche, au niveau de la poitrine, pour y figurer le nom du propriétaire de cet uniforme.
Le pantalon a des poches régulières pour les mains, à savoir des poches arrières et d’autres pour pantalons cargos avec rabats.
Les couleurs du camouflage M/98 sont DarkOliveGreen (#556B2F), YellowGreen (#9ACD32) et Tan (D2B48C).
Une variante de ce camouflage fut également développée pour les militaires norvégiens envoyés en Irak et en Afghanistan. Celui-ci se composant de vert clair, de brun et de brun foncé.

## Variantes

### M/03
Le M/03 est documenté avec des troupes norvégiennes opérant dans des conditions arides.

### Autres
Un modèle d'uniforme similaire est utilisé par l'armée de la République démocratique du Congo à partir d'une source inconnue. 

## Utilisateurs
- Democratic Republic of the Congo: Known to be used by the FARDC.[2]
- Norway: Used by the Norwegian Armed Forces[3].